# União Desportiva Internacional de Bissau
Maillots
Actualités
L'Uniäo Desportiva Internacional de Bissau est un club bissau-guinéen de football basé à Bissau.

## Histoire
L' União Desportiva Internacional de Bissau  a participé à des coupes continentales à 3 reprises, sans jamais avoir pu franchir le premier tour.
Lors de la saison 2003-04, le club ne se présente pas à 2 jeux d'affilée, il est donc puni par la Fédération et est relégué.

## Palmarès et records

### Palmarès
Le palmarès de l'UDIB compte principalement quatre championnats et six coupes de Guinée-Bissau.
L'UDIB remporte son premier trophée en 1976, l'année suivante il remporte sa première coupe.
| Compétitions nationales | Compétitions internationales |
| --- | --- |
| - Championnat de Guinée-Bissau (4) - Champion : 1976, 1985, 2003, 2019 - Vice-champion : 1975, 1977, 1980, 1981, 1982, 1984, 1988, 1992, 2018 - Coupe de Guinée-Bissau (7) - Vainqueur : 1977, 1978, 1984, 1985, 1988, 1996 et 2024 - Finaliste : 1990 et 2017 - Supercoupe de Guinée-Bissau (1) - Vainqueur : 2019 - Finaliste : 1984 et 1985 | - Coupe des clubs champions africains (0) - Meilleure performance : 1er tour (1977) - Coupe d'Afrique des vainqueurs de coupe (0) - Meilleure performance : Tour préliminaire (1978, 1979) |

### Participation aux compétitions africaines
Cette page présente l'historique complet des matchs africains disputés par l'UDIB depuis 1977.
| Date | Tour              | Adversaire            | Score aller | Score retour | Compétition                             |
| ---- | ----------------- | --------------------- | ----------- | ------------ | --------------------------------------- |
| 1977 | 1er tour          | Djoliba Athletic Club | 0-1         | 0-5          | Coupe des clubs champions               |
| 1978 | Tour préliminaire | Espoirs de Nouakchott | 3-1         | 0-2          | Coupe d'Afrique des vainqueurs de coupe |
| 1979 | Tour préliminaire | Bai Bureh Warriors    | 1-1         | 1-2          | Coupe d'Afrique des vainqueurs de coupe |

#### Bilan
Mise à jour avant la saison 2016
| Coupe                                   | Saisons | Matchs Joués | Victoires | Nuls | Défaites | Buts marqués | Buts encaissés | Différence de but |
| Coupe des clubs champions               | 1       | 2            | 0         | 0    | 2        | 0            | 6              | -6                |
| Coupe d'Afrique des vainqueurs de coupe | 2       | 4            | 1         | 1    | 2        | 5            | 6              | -1                |
| TOTAL                                   | 3       | 6            | 1         | 1    | 4        | 5            | 12             | -7                |